# Musicalarue
 (janvier 2019).
Si vous disposez d'ouvrages ou d'articles de référence ou si vous connaissez des sites web de qualité traitant du thème abordé ici, merci de compléter l'article en donnant les références utiles à sa vérifiabilité et en les liant à la section « Notes et références ».
Musicalarue est un festival de musique et d'arts de rue.
Le Festival Musicalarue a lieu chaque année le dernier week-end de juillet au cœur de Luxey. Ce petit village des Landes accueille 70 groupes de musique et 20 compagnies d'arts de la rue pour 3 jours de fête. Le festival s'organise autour d’une programmation éclectique de musique et d’arts de rue. Les arts de rue ont lieu dès le début de l'après midi et finissent vers 20h tandis que les concerts commencent vers 18h et durent jusqu'à 7h environ.
Musicalarue attire environ 40 000 festivaliers venus de toute la France pour assister à la représentation d’artistes reconnus et d’autres à découvrir.
L'association du même nom organise également Musicalarue sur un Plateau, en partenariat avec La Loupe, un collectif d'opérateurs culturels ruraux de la Nouvelle-Aquitaine. Cette manifestation gratuite se déroule au mois de mai et accueille 30 groupes de musique et compagnies d'arts de la rue.
En avril, l'association programme Les Domiciles, trois artistes sur trois week-ends différents qui se produisent dans les foyers de la Communauté de Communes Coeur Haute Lande.
Et depuis 2015, l'association anime et gère par délégation de service public, la salle de spectacles "Les Cigales", lieu de diffusion, de résidences d'artistes qui accueille également les associations du territoire.

## Éditions

### 2024
Cette année afin de booster et faire connaître mieux la salle des Cigales, l'association Musicalarue propose une programmation haute en couleur en proposant trois mini festivals et en accueillant des artistes phares du festival de l'été, comme Flavia Coelho, IAM ou encore Roméo Elvis. Sur une soirée, les spectateurs ont pu bénéficier du passage de plusieurs artistes sur scène et d'instant de partage, festivité autour d'un verre. Afin de revivre cette belle saison 2024 : Par Emilien Gomez-Cabot - e.gomezcabot@sudouest.fr
Le nouveau festival s'annonce aussi le 26,27 et 28 juillet avec un choix d'artistes conséquents, Mika, Grand Corps Malade, Hoshi, Calogéro.
Publié le 10/10/2023 à 17h09.

### 2021
| Jour                | Artistes                                           |
| ------------------- | -------------------------------------------------- |
| Mardi 27 juillet    | Soprano, Clément Albertini                         |
| Mercredi 28 juillet | Vitaa & Slimane, Gaumar                            |
| Jeudi 29 juillet    | Christophe Maé, Flavia Coelho                      |
| Vendredi 30 juillet | Jean-Louis Aubert, Dionysos                        |
| Samedi 31 juillet   | Philippe Katerine, Gaël Faye, Les Négresses Vertes |
| Dimanche 1er août   | Tryo, Zoufris Maracas, La Rue Kétanou              |
| Lundi 2 août        | Catherine Ringer, Suzane                           |
| Mardi 3 août        | IAM (remplacé par Deluxe), 47Ter, Glauque          |

### 2020
Pour la première fois depuis sa création, l'équipe du festival a été contrainte de revoir la date de l'habituelle "fête du 15 août de Luxey". En effet, le festival devait se dérouler du 31 juillet au 2 août. Avec la crise sanitaire du Covid-19 qu'a connu le monde entier, le festival a été contraint de reporter cette édition à l'année prochaine, soit en 2021.
| Jour                | Artistes |
| ------------------- | --- |
| Vendredi 31 juillet | -M-, Supertramp's Roger Hodgson, Roméo Elvis, Gaël Faye, Jahneration, Les Fatals Picards, La Phaze, Flox, R.Can, La Chica, Why Nicht...                                                   |
| Samedi 1er août     | Angèle, Philippe Katerine, Les Négresses Vertes, Bon Entendeur, Louis Chedid, Flavia Coelho, Zoufris Maracas Super Combo, Cadillac (Stupeflip Crou), Al'Tarba & Senbeï, Glauque, Atoem... |
| Dimanche 2 août     | Soprano, Dub Inc, Alain Souchon, Oxmo Puccino, La Rue Kétanou, Lofofora, 47 Ter, Bagarre, Bazbaz, The Architect & VJ Befour, La Brigade Du Kif, Taxi Kebab...                             |

### 2019
| Jour             | Artistes |
| ---------------- | --- |
| Jeudi 15 août    | Orelsan, Caravan Palace, Marina P & Stand High Patrol, Trois Cafés Gourmands, Jérémy Frerot, 17 Hippies, Puppetmastaz, The Hyènes vs Cali, Debout sur le Zinc, Bumcello, Rakoon, Suzane, Lénine Renaud, O'Sisters, Le Bal Chaloupé, Famille Nombreuse (Les Hurlements d'Leo + Les Ogres de Barback + guests), Astaffort Mods, Calling Marian.                      |
| Vendredi 16 août | Patti Smith, Ska-P, Skip the Use, Marcel Amont, Les Ogres de Barback, Matteo (Chinese Man) feat. Foreign Beggars & Youthstar, Marcel et son Orchestre, Hk "et si on allait au bal", La Pietà, SEIN, La P'tite Fumée, Zoé Sur Le Pavé, Ma pauvre Lucette, So Lune, Titouan, Thé Vanille, Louis Astiaous.                                                            |
| Samedi 17 août   | Patrick Bruel, Hocus Pocus, Boulevard des airs, Deluxe, Mass Hysteria, Biga Ranx, Collectif 13, Mouss & Hakim (Zebda) feat. Gari & Dj Kayalik (Massilia Sound System), Wally - Le projet Derli, Didier Super Et Son Groupe Discount, Gambeat (Radio Bemba Soundsystem), Guérilla Poubelle, Oré, Matéo Langlois, Lombre, Silly Boy Blue, Blackhird Hill, Maladroit. |

### 2018
La 29e édition de Musicalarue se déroule le 10, 11 et 12 août 2018 :
- Vendredi 10 août

Matmatah - Slimane - Tiken Jah Fakoly - Pierre Perret - La Femme - Ultra Vomit - Feu! Chatterton - Shantel & Bucovina Club Orkestar - Loic Lantoine - L'Entourloop - Gaël Faure - Rebeka Warrior (Sexi Sushi Dj Set) - Biffty & Dj Weedim - The Very Big Small Orchestra - Senbeï - Skill Crew - Terre-Neuve - Mongol Rodeo - Les Autres - Persepolis - Budapest - Dj Gambeat - Minimum Fanfare - Santa Machete - Josem - Sans Soucis - Sans Additif - Marlène Bouniort (Cie Dnb).
- Samedi 11 août

Julien Clerc - BigFlo & Oli - Panda Dub - Danakil - Idir - La Yegros - Flor Del Fango - Findlay - Les Hurlements d'Leo - Ondubground - Les Gordon - La Green Box - Pogo Car Crash Control - Dj Vadim - Jeanne Plante - Slim Paul - Wilko & Ndy - Laake - Archibald - Dj Gambeat - Lous Astiaous - Minimum Fanfare - Santa Machete - Josem - Sans Soucis - Sans Additif.
- Dimanche 12 août

Shaka Ponk - Goran Bregovic - Camille - Svinkels - The Inspector Cluzo - Hilight Tribe - Meute - Papanosh & André Minvielle - Too Many T's - Le Son Du Peuple (Peuple De L'Herbe Dj Set) - Rhino - Keith Kouna - Danitsa - Sara Curruchich - Les Lacets Des Fées - Krav Boca - Gatica - Bonduran - Dj Gambeat - Cie Lubat - Minimum Fanfare - Santa Machete - Josem - Sans Soucis - Sans Additif
Pour cette nouvelle édition, le festival annonce plus de 80 groupes de musique et d'art de rue.
Cette année, Luxey a accueilli plus de 48000 festivaliers (samedi et dimanche complet).

### 2017
La 28e édition du festival se déroulait le 12, 13 et 14 août 2017. Plusieurs dizaines de milliers de festivaliers étaient présents tout au long du festival. Véronique Sanson, Michel Fugain, Miossec ou encore Claudio Capéo était à l'affiche de Musicalarue.
- Samedi 12 août

Véronique Sanson - Deluxe - Naâman - Miossec - Ludwig Von 88 - Melissmell - The Skatalites - Tha Trickaz - Bombes 2 Bal - Kognitif - Kimbala - La Maison Tellier - The Herbaliser - Inigo Montoya - Mouse DTC - 7 Weeks - Equipe de Foot - Fanny Leeb - Géraldine Torres - Paris Désert - Santa Machete - Kepa - The Gyppie Party Tour - Sans Additif - Les Sans Soucis - Les Bidons de l'An Fer - JOSEM - Joke Box
- Dimanche 13 août

Trust - Un Air Deux Familles - Chinese Man - Michel Fugain - Dirtyphonics - Cocoon - La Caravane Passe - Mountain Men - El Gato Negro - Baja Frequencia - Lucille Crew - Super Parquet - LeYan & Skoob Le Roi - Cie Lubat - Santa Machete - DJ Flow on the Floor - Moloch / Monolyth - Coupe Choux - Teorem - Malade(s) - Lous Astiaous - The Gyppie Party Tour - Sans Additif - Les Sans Soucis - Les Bidons De L'An Fer - JOSEM - Joke Box
- Lundi 14 août

Matmatah - Calypso Rose - Gramatik - Claudio Capéo - Yves Duteil - Shantel & Bucovina Club Orkestar - Gauvain Sers - DJ Vadim - Juniore - Moon Hooch - Telegram - Johnny Mafia - French Fuse - Kingfisha - My Bad Sister - Skill Crew - Pogo Car Crash Control - Jean Dubois - Mary* - Les Idiots - Wizard - Tram System - Ginko - The Gyppie Party Tour - Les Sans Soucis - Les Bidons De L'An Fer - JOSEM - Joke Box
- Arts de Rue

25 Watts - Adrian Schvarzstein - Bivouac - Content Pour Peu - Collectif Défokaliz - Encore qui ? (Gorky) - Facile d’Excès - Fred Dupart - Joe Sature - Karlito - Khalid K - L’Aurore - Les Petits Détournements - Madam'Kanibal - Manuel Pratt - Okidok - Organik - Paul Rozaire - Toti Toronell / Laitrum Teatre - Typhus Bronx - Xav To Yilo

### 2016
- Vendredi 12 août
  - Cœur de pirate
  - Tryo
  - La Rue Ketanou
  - Steve'N'Seagulls
  - Scratch Bandits Crew
  - Yves Jamait
  - Husbands
  - Radio Elvis
  - Hippocampe Fou
  - Smokey Joe & The Kid (Live Band)
  - ProleteR
  - Sans Soucis
  - Azad Lab
  - Afro Social Club
  - Opsa Dehëli
  - Naya
  - Coldust
  - Titanic
  - Rue de la Muette
  - V.I.R.U.S
  - Sans Additif
  - JOSEM
  - Boulenvrac
  - Fuzzy Vox
  - Brass Attack
- Samedi 13 août
  - L.E.J
  - Emir Kusturica and The No Smoking Orchestra
  - Vianney
  - Doc Gyneco
  - Balkan Beat Box
  - The Inspector Cluzo
  - A-Wa
  - Nach
  - Sages comme des Sauvages
  - Sidi Wacho
  - Kacem Wapalek
  - Degiheugi
  - Scratchophone Orchestra
  - Sans Soucis
  - Opsa Dehëli
  - Naya
  - V.I.R.U.S
  - Sans Additif
  - JOSEM
  - Cie Lubat
  - Lous Astiaous
  - Victoria Delarozière
  - Jules Nectar
  - Girafes
  - Makja
  - Mitchi Bitchi Bar
- Dimanche 14 août
  - Louise Attaque
  - Pfel et Greem (C2C)
  - Les Sheriff
  - Salvatore Adamo
  - Hk et les Saltimbanks
  - Guts (Live Band)
  - Fredo (les Ogres de Barback) chante Renaud
  - Bagarre
  - Les Hurlements d'Léo chantent Mano Solo
  - Robert le Magnifique
  - Olivero & Sushisooshamp
  - Scarecrow
  - Sans Soucis
  - Opsa Dehëli
  - Naya
  - V.I.R.U.S
  - Sans Additif
  - Le Trottoir d’en face
  - Roxane
  - Kolinga
  - Foolish King
  - Les Cavemen
  - Little Girl Blues
  - I sens and the Diplomatiks

### 2015
L'édition de 2015 n'a duré que deux jours en raison de difficultés calendaires. Furent programmés :
- Vendredi 14
  - Hubert-Félix Thiéfaine
  - Gogol Bordello
  - Babylon Circus
  - Cali
  - Bigflo & Oli
  - Collectif 13
  - The Hyènes
  - Punish Yourself
  - Luce
  - La Tribu des femmes
  - Chapelier Fou (musicien)
  - Karimouche
  - Chill Bump
  - Sofian Mustang
  - Cie Lubat
  - JOSEM
  - Houba
- Samedi 15
  - Pierre Lapointe
  - Les Croquants
  - Fréro Delavega
  - High Tone
  - Mademoiselle K
  - Hugues Aufray
  - Billy Ze Kick
  - Little Big
  - EZ3kiel
  - Flavia Coelho
  - Too Many Zooz
  - Totorro
  - Songhoy Blues
  - Acid Arab
  - Dätcha Mandala
  - Opsa Dehëli
  - JOSEM

### 2014
L'édition 2014 a célébré les 25 ans du festival. Repassé sur trois jours, 41500 festivaliers ont été accueillis.
Entre autres :
- Jeudi 14
  - Bernard Lavilliers
  - Dubioza Kolektiv
  - IAM
  - Mama Rosin
  - Monsieur Roux
  - Thomas Fersen
  - Cie Lubat
  - The Inspector Cluzo
  - Skip&Die
  - Loïc Lantoine
  - Anne Sylvestre
  - Didier Super
  - JC Satàn
- Vendredi 15
  - Les Têtes Raides
  - Johnny Clegg
  - Winston McAnuff & Fixi
  - The Hyènes
  - Thomas Fersen
  - Juliette
  - 17 Hippies
- Samedi 16
  - Gaëtan Roussel
  - Les 20 ans des Ogres de Barback avec la Fanfare Eyon'le
  - Biga*Ranx
  - Soviet Suprem
  - Misteur Valaire
  - Emily Loizeau
  - Maxime Le Forestier
  - Electro Deluxe

### 2013
L'édition 2013 du festival a atteint la barre des 50000 festivaliers sur 4 jours et a pour la première fois dû refuser de vendre des entrées. La programmation contenait, entre autres, les artistes suivants :
- mercredi 14
  - Parov Stelar
  - Joe Cocker
  - Gorillaz Sound System (Dj Set)
  - Les ramoneurs de menhirs
  - Ni Vu Ni Connu
- jeudi 15
  - Féfé
  - Boulevard des airs
  - Bernard Lubat
  - Juliette Gréco
  - Wally
  - Hugo Kant
- vendredi 16
  - Sanseverino
  - Debout sur le Zinc
  - Heymoonshaker
  - Zenzile
  - Amélie-les-crayons
  - Wally
  - Barcella
- samedi 17
  - Stephan Eicher
  - La Rue Ketanou
  - Narrow Terence
  - Wally
  - Paris Combo
  - Deluxe

### 2012
L'édition 2012 de Musicalarue a duré pour la première fois 4 jours et a battu son record d’affluence avec 47000 festivaliers.
Samedi 11 août
- Hubert-Félix Thiéfaine
- Orelsan
- Deluxe
- Aldebert
- Batlik
- La Grande Sophie

Dimanche 12 août
- Thomas Fersen
- Shaka Ponk
- Didier Wampas & Bikini Machine
- Paco Ibanez
- Odezenne
- Magnetix

Lundi 13 août
- Rodrigo y Gabriela
- Yves Jamait
- Mes Souliers sont rouges
- Vison
- Le Cabaret de l'impasse

Mardi 14 août
- Moriarty
- Juliette
- Louis Bertignac
- les Hurlements d'Léo
- The Inspector Cluzo
- Les Fils de Teuhpu

### 2011
Vendredi 12 août :
- Arno
- Camélia Jordana
- Emzel Café
- Gaston Le Fervent
- Jaqee
- La Phaze
- Lilly Wood & the Prick
- Stromae

Samedi 13 août :
- Bernard Lavilliers
- Zaz
- Che Sudaka
- Chinese Man
- Mardis Gras Brass Band
- Pilöt
- Raoul Petite
- Twin Twin

Dimanche 14 août :
- Les Orgres de Barback
- Les Tambours du Bronx
- Drunken Balordi
- Blitz the Ambassador
- HK et les Saltimbanks
- Manu Galure
- Oldelaf
- The incredible Punish Yourself picture show

### 2010
- Orquesta Buena Vista Social Club featuring Omara Portuondo
- Olivia Ruiz
- Hocus Pocus
- Pierre Perret
- Pigalle
- Art Mengo
- Didier Super
- Mouss et Hakim : Vingt d'honneur
- Babylon Circus
- Tchéky Karyo
- Carmen Maria Vega
- La Comedia Provençala : Massilia Sound System + Moussu T e lei Jovents + Oai Star + Papet-J.ri
- Nicolas Jules
- Les Fils de Teuhpu
- Les Blérots de R.A.V.E.L.
- HK & Les Saltimbanks
- Laréplik

Et aussi : Batignolles, Bob's not dead, Coup D'Marron, Crane Angels, Dine et Déon, DJ Stanbul, Es Lo Que Hay, Fatty & Shorty Ramone, Florent Vintrigner, Guaka, Josem, Les Fils de Buster, Les Sans Soucis, Lous Astiaous, Mathieu Pesqué, Sans Additif, Space Jahourt, Tiou, The Biatches Mastaz Crew, The Inspector Cluzo, Vaguement la Jungle, Bob's not dead, Dine et Déon, Évelyne Gallet, Eyo'nle, Gamy, Kassla Datcha, La Caravane Passe, Le Bal'Ouf de Samara, Les Landa’s, Les Sans Soucis, Lous Astiaous, Padam, Samuel Leroy, Sans Additif, Smooth, Tiou, Wally, Yvan Cujious, Cie du p’tit vélo, Cie Lubat, George Sound, Imbert Imbert, Madison Street Family, Somogo, Vladimir Bozar 'n' Ze Sheraf Orkestär

### 2009
- Michel Jonasz (Île-de-France - Chanson)
- Manu Dibango (Île-de-France – Cameroun - Jazz / Musiques du monde)
- April Shower (Bordeaux- Power Pop)
- La Chanson du Dimanche (Île-de-France – Chanson française)
- Debout sur le Zinc (Île-de-France - Chanson)
- High Tone (Lyon - Dub/electro)
- Les Hurlements d’Léo
- Les Blaireaux (Lille - Chanson)
- Les Ogres de Barback (Île-de-France – Chanson française)
- La Rue Kétanou Symphonique
- Lo'Jo (Angers - Chanson)
- Izia (Paris - Rock/soul)
- Metisolea' (Bordeaux – Rock)
- Emily Loizeau (Île-de-France - Folk / Acoustique / Pop)
- Syrano (Chartres - Hip-hop)
- 17 Hippies (Berlin – Folk / Musique du monde)
- Compagnie Lubat (Aquitaine – Jazz enragé)
- Nicolas Jules (Île-de-France - Rock)
- The Hyènes (Aquitaine - Rock)

### 2008
- Goran Bregovic
- Thomas Dutronc
- Amélie-les-crayons
- Bernard Lubat
- Bombes 2 Bal
- Caravan Palace
- Hocus Pocus
- Hushpuppies
- La Rue Kétanou
- Le Ministère des Affaires Populaires (MAP)
- Ojos de Brujo Sound System
- Metisolea
- Wally
- Mon Côté Punk
- Les Astiaous (auteurs de Piranhas) / Canal Hystérique

### 2007
Entre autres :
- Abd al Malik
- AaRON
- Nouvelle Vague
- Les Ogres de Barback
- Jeanne Cherhal
- Charlélie Couture
- Debout sur le zinc
- Eiffel
- Les Fatals Picards
- Loïc Lantoine
- Emily Loizeau
- Tinariwen
- Arno
- Renan Luce
- M.A.P.
- Jungle Juice
- Bombes 2 Bal

### 2006
Entre autres :
- Les Wampas
- Dionysos
- Olivia Ruiz
- Pauline Croze
- Didier Super
- Les Hurlements d'Léo
- Lo'jo
- Amélie-les-crayons
- Amparanoïa
- Agnès Bihl
- Anis
- Cie Bernard Lubat
- Daguerre
- Groundation
- Puppetmastaz
- Ü (Travis Bürki)

### 2005
- Cali
- Les Fabulous Trobadors
- Bénabar
- Les Têtes Raides
- Bernard Lubat